# Загорский, Иван Васильевич (украинский актёр)
Иван Васильевич Загорский (1861—1908) — российский, украинский актёр.

## Биография
С отроческих лет был занят в любительских спектаклях. С 1879 года — в русской труппе Н. Н. Савина в Харькове. В 1880 году в труппе Г. Выходцева (Кременчуг) познакомился с М. Л. Кропивницким, с которым работал до 1888 года. В 1888—1900 годах — в труппе Н. К. Садовского. В 1900—1907 годах работал в российских театрах. С 1907 года — снова в украинских труппах О. 3. Суслова и Н. К. Садовского. 3агорский был особенно хорош в эпизодических ролях, работая как комик-буфф.

## Роли
- «Наймичка» Карпенко-Карого — Шинкарь
- «Не суждено» М. П. Старицкого — Шлема
- «Крути, да не перекручивай» М. П. Старицкого — дед пасечник
- «Ой, не ходи, Грицю…» М. П. Старицкого — Хома
- «Наталка-Полтавка» И. П. Котляревского — Возный
- «Ревизор» Н. В. Гоголя — Добчинский
- «Мироед, или Паук» М. Л. Кропивницкого — Бычок